# Thừa Đức, Hà Bắc
Thừa Đức (承德市) là một địa cấp thị của tỉnh Hà Bắc, Trung Quốc. Dân số toàn địa cấp thị là 3.610.000 người nhưng dân số khu vực thành thị là 457.300 người (năm 2004).

## Các đơn vị hành chính
Địa cấp thị Thừa Đức quản lý các đơn vị cấp huyện sau:
- Song Kiều (双桥区)
- Song Loan (双滦区)
- Khu quặng Ưng Thủ Doanh Tử (鹰手营子矿区)
- Thành phố cấp huyện Bình Tuyền (平泉县),

- Huyện Hưng Long (兴隆县),
- Huyện Loan Bình (滦平县)
- Huyện Long Hóa (隆化县),
- Huyện Thừa Đức (承德县)
- Huyện tự trị dân tộc Mãn Phong Ninh (丰宁满族自治县)
- Huyện tự trị dân tộc Mãn Khoan Thành (宽城满族自治县)
- Huyện tự trị dân tộc Mãn, Mông Cổ Vi Trường (围场满族蒙古族自治县)